# 毛里裘斯鴨
毛里裘斯鴨（Anas theodori）是毛里裘斯及留尼旺的一種已滅絕的鑽水鴨。
毛里裘斯鴨的近親是馬達加斯加的馬島麻斑鴨，但有著較強壯的雙翼及體型較大。以往有指米氏鴨是毛里裘斯鴨的近親，但後者的遺骸中發現牠們並不怎麼相像。
除了一些簡單的描述外，有關毛里裘斯鴨的生態並不清楚。不過牠們的棲息地相信與其近親相近。在毛里裘斯及留尼旺有發現牠們的骨頭。牠們的學名是為紀念其骨頭的發現者。

## 滅絕
毛里裘斯鴨差不在同一時期於兩個島上滅絕，原因是過份的獵殺。在毛里裘斯，於1681年，牠們的數量仍很豐富，但到了1693年，其數量就已經急遽下降，野生種變得很罕有。1696年就是最後提及牠們的時間。
於留尼旺，最後提及毛里裘斯鴨成群出現的是於1709年，但這個報告有可能只是建基於過時的傳聞。而最可靠的報告則是在1687年，所以估計牠們是於1690年代初於毛里裘斯滅絕，較留尼旺早幾年。
另外於1710年有指在留尼旺發現了一些鴨，令人以為毛里裘斯鴨再次出現。不過，這有可能是發現了潛鴨屬的腕掌骨。若真的是這樣，這些發現有可能是與馬達加斯加潛鴨有關。